# Caustic Window (album)
| Recensione           | Giudizio |
| -------------------- | -------- |
| Consequence of Sound | C+       |
| Pitchfork            | [ 2 ]    |

Caustic Window, conosciuto anche come CAT023, è un album di Aphex Twin pubblicato il 16 giugno 2014 con l'omonimo pseudonimo.

## Antefatti
Anche se due delle tracce (Phlaps e Cunt) sono apparse su compilation negli anni '90 e gli accordi di una delle canzoni (Mumbly) sono stati riutilizzati per la traccia 6 di Analogue Bubblebath Vol 3, la pubblicazione dell'album venne cancellata ed almeno cinque copie sono state stampate nel 1994. Una di queste è apparsa su Discogs nel 2014, con un prezzo di 13.500 dollari.
In risposta, We Are the Music Makers, un forum di musica elettronica, ha negoziato con la Rephlex Records e avviato un progetto Kickstarter, in cui i sostenitori hanno ricevuto una copia digitale dell'album, raccogliendo più di 47.000 dollari. In seguito la copia è stata acquistata da Markus Persson, creatore di Minecraft, a un'asta su eBay per 43.000 dollari e i proventi sono stati devoluti in parte ai contributori di Kickstarter, a Richard D. James e a Medici senza frontiere.
Esistono solo 5 copie in versione 12" vinile, i cui possessori sono:
- Richard D. James;
- Mike Paradinas detto μ-Ziq;
- Grant Wilson-Claridge, cofondatore dell'etichetta Rephlex Records;
- Chris Jeffs detto Cylob.
- Markus Persson (conosciuto anche come Notch)

Il doppio vinile è contenuto in una confezione bianca senza etichette, l'unico modo di riconoscerlo sono le scritte in pennarello nero, fatte da James, che identificano l'album (CAUSTIC WINDOW LP 33 1/3 SIDE A/B/C/D).
Sui quattro dischi sono presenti delle incisioni:
- Lato A: CAT 023-A1 A PORKY PRIME CUT
- Lato B: CAT 023-L1 A PORKY PRIME CUT
- Lato C: THIRD REICH VETERANS WILL NOT JOIN VICTORY WAR PARADE. CAT 023 -01
- Lato D: CAT 023 - G1 A PORKY PRIME CUT

Gli LP dovevano essere pubblicati nel solito formato (2x12" vinile e 1xCD), ma successivamente non vennero mai pubblicati.

## Tracce
1. Flutey – 8:20
2. Stomper 101mod Detunekik – 7:26
3. Mumbly – 5:31
4. Popeye – 1:19
5. Fingertrips – 4:17
6. Revpok – 3:43
7. AFX Tribal Kik – 1:06
8. Airflow – 5:06
9. Squidge in the Fridge – 4:09
10. Fingry – 4:51
11. Jazzphase – 4:23
12. 101 Rainbows Ambient Mix – 8:52
13. Phlaps – 3:50
14. Cunt – 4:16
15. Phone Pranks – 2:16

## Accoglienza
Mark Richardson della rivista Pitchfork ha etichettato l'album "miglior nuova ristampa", scrivendo: "dato tutto ciò, Caustic Window probabilmente non avrebbe lasciato un segno significativo, e sarebbe stato ascoltato in secondo piano. Venti anni dopo, però, lo sentiamo con quell'aura, quel pizzico di nostalgia che deriva dal modo in cui è diventata scarsa la musica di James. E in quella luce, il secondo livello è ancora molto buono". Derek Staples di Consequence of Sound ha scritto: "Le più grandi pietre preziose di questa collezione mettono in risalto la lungimiranza di James nella musica dance elettronica", precisando ulteriormente che l'album "contiene alcuni esempi di tecnologia ora in voga", anche se "questa versione potrebbe non essere all'altezza degli standard elevati dell'etichetta, ma rimane rilevante in una comunità di transizione costante".